# Ribeirão Branco
Ribeirão Branco is een gemeente in de Braziliaanse deelstaat São Paulo. De gemeente telt 18.607 inwoners (schatting 2009).